# Дрозофіла над томом Канта
«Дрозофіла над томом Канта»— роман українського письменника Анатолія Дністрового, опублікований в 2010 році видавництвом "Піраміда" (Львів), у серії "Приватна колекція" (видавничий проєкт Василя Ґабора). Роман пройшов у фінал премії Книга року Бі-Бі-Сі 2010.
Роман суттєво відрізняється на тлі попереднього прозового доробку (романи "Місто уповільненої дії", "Пацики", "Тибет на восьмому поверсі") - і тематично, і стилістично. Автор відмовляється від молодіжної тематики, яка була домінантною в його прозі, і звертається до життя київського науково-викладацького середовища гуманітаріїв кінця 90-х минулого XX століття. Основні теми роману - деградація й примітивна якість української освіти, провінційність української гуманітаристики, корупція в навчальних закладах, наукова мімікрія, інтелектуальні пошуки себе молодим поколінням гуманітаріїв.

## Анотація
Новий роман Анатолія Дністрового «Дрозофіла над томом Канта» — про українського інтелектуала, який перебуває у стані ненародження, стані, коли не знає, заради чого жити і пливе за течією радості і тривоги, любові і відчаю. Від усвідомлення свого ненародження він відчуває себе нещасним. Чекає великих змін, та не відчуває їхнього наближення. Ні любовні авантюри, ні інтелектуальні пошуки не наближають його до душевної рівноваги. Автор розробляє класичний сюжет конфлікту між вічним і плинним, а метафорою інтелектуального «без ґрунту» в його романі постає хаотична і непрогнозована поведінка маленької дрозофіли, що живе один день і живиться продуктами розпаду й гниття, наче вчені — на звалищі чужих ідей. Однак у головного героя є жінка, якій він постійно сповідається, жінка, від якої прийде спасіння…

## Критика про роман
|  | ...Дністровий пише про те, про що сотні тисяч студентів і десятки тисяч викладачів українських вишів дуже добре поінформовані. Це явище називають мудрим словом «корупція», що майже втратило будь-яке зрозуміле посполитому люду значення. Заліки й іспити можна залагодити, поремонтувавши викладачеві автомобіль. Привабливі студентки розраховуються інтимними послугами. Хоча можна і продуктами харчування. Та нікого такі розрахунки і їхнє оприлюднення на сторінках «Дрозофіли...» не зачіпають за живе. Може, тому що неофіційна плата за послуги – це і є частина великої звичаєвої традиції, українських «вольностей». (Віктор Неборак. "Читачі над томом Дністрового") |

|  | ...герой А. Дністрового чимось подібний до доктора Серафікуса В. Домонтовича. Це напівтілесна істота, в якій є рефлексія, проте все в ній породжується з пилюки. Зрештою, образ дрозофіли – це метафора сучасної людини. Все тепер породжується з пилюки, бруду, все не має онтологічної, епістемологічної чи будь-якої ще «ічної» сутності. Час дрозофіл – це епоха XXI століття. (Дмитро Дроздовський. "Час дрозофіли") |

|  | ...Багато кого може здивувати назва книги. Чому дрозофіла і чому Кант? Справа в тім, що Дністровий дає нам ще й своє бачення стану філософії та загалом гуманітарного знання в Україні дев’яностих років (саме так він локалізує час, але навряд чи відтоді відбулися тектонічні зміни)... еред нами – не соціологічна, а художня, метафорична картина цілковитого… тут я хотів написати слово «занепаду», але запитав сам себе: «а чи був перед тим в Україні розквіт гуманітарного знання?». Одне слово, автор діагностує небажання більшості «вчених» усерйоз, а не для галочки робити цікаві й амбітні дослідження, відгородженість від світових досягнень, вихолощеність і симулякризацію всіх дотичних соціальних інститутів, корупційний цинізм одних і безплідну прострацію інших, цілковиту умовність вищої освіти... Такі герої Дністрового справді, ніби дрозофіли, просто кубляться в повітрі, роблячи враження руху і діяльності. Сам письменник в одному з інтерв’ю назвав своїх дрозофіл метафорою «втраченого покоління». У «соціально-критичних» епізодах він виявляє дотепність і спостережливість. (Олег Коцарев. "Сентиментальна дрозофіла") |

## Видання
- Анатолій Дністровий. «Дрозофіла над томом Канта». Львів, 2010 рік, видавництво ЛА «Піраміда» (серія "Приватна колекція").

## Рецензії
- Ігор Котик. Троє повернень // Кур’єр Кривбасу. № 264-265. Листопад-грудень 2011: http://www.siteklymenka.com.ua/about/kotyk.html%5Bнедоступне+посилання+з+липня+2019%5D
- Ігор Бондар-Терещенко. Схід без Заходу // Українська літературна газета. №1(33) 14.01.2011: https://web.archive.org/web/20121230061924/http://www.litgazeta.com.ua/node/1401
- Тетяна Трофименко. Чи далеко пацику до дрозофіли? // Zaxid.net: http://zaxid.net/home/showSingleNews.do?chi_daleko_patsiku_do_drozofili&objectId=1117879 [Архівовано 17 листопада 2011 у Wayback Machine.]
- Оксана Щур. «Ні, я не Байрон, інший я!..» // Знак: https://web.archive.org/web/20160304104608/http://smoloskyp.org.ua/bulPDF/Znak13.pdf
- Дмитро Шульга. Про героїв нашого часу? // Весь Кіровоград: https://web.archive.org/web/20160305053711/http://www.kirovograd.net/science_culture/2011/1/8/pro_geroyiv_nashogo_chasu.htm?print
- Віктор Неборак. Читачі над томом Дністрового // Молодий Буковинець: http://molbuk.ua/vnomer/kultura/36630-chitachi-nad-tomom-dnistrovogo.html
- Ірина Славінська. Книжки вересня: фрейдисти при владі // Українська правда. Життя: http://life.pravda.com.ua/culture/2010/09/30/61924/ [Архівовано 4 лютого 2011 у Wayback Machine.]
- Олег Коцарев. Сентиментальна дрозофіла // Літакцент: http://litakcent.com/2010/11/21/sentymentalna-drozofila/ [Архівовано 2 квітня 2014 у Wayback Machine.]
- Дмитро Дроздовський. Час дрозофіли // Друг читача: http://vsiknygy.net.ua/shcho_pochytaty/13429/ [Архівовано 6 грудня 2013 у Wayback Machine.]